# Scheich Mand
Scheich Mand (kurdisch Şêx Mend) war der Begründer einer kurdischen Dynastie und wird von den Jesiden als Heiliger verehrt.

## Leben
Das Scherefname berichtet, dass Mand Gründer einer Dynastie von kurdischen Herrschern gewesen sei. Diese Dynastie leitete ihre Herkunft von al-ʿAbbās ibn ʿAbd al-Muttalib ab. Dieser Überlieferung zufolge soll der Kalif drei Brüder gehabt haben, von denen einer Mentesch geheißen habe. Von diesem Mentesch leitet sich der Name Mend ab.
Mand stand in Diensten der Ayyubiden. Die Ayyubiden verliehen Mend ein Gebiet bei Kusseir in der Nähe von Antiochia, das ihm und seinenals Winterlager diente, als Sandschak. Durch die guten Kontakte zu den Ayyubiden wurde Mand demnach zum Herrscher „aller in Syrien lebenden Kurden“. Scherefhan schreibt weiter, einige Jesidenkurden aus der Region zwischen Hama und Maraş hätten ihm die Herrschaft streitig gemacht, seien aber unterworfen worden.

## Mausoleum
1948 bauten Jesiden für Scheich Mand 150 km westlich von Mossul den Schrein des Scheich Mandi Pascha in Dschaddala. Mitglieder der Terrorgruppe Islamischer Staat (IS) zerstörten 2014 diesen Schrein. Der Schrein wurde wieder aufgebaut und 2021 neu eröffnet.